# Federació Empresarial Hotelera de Mallorca

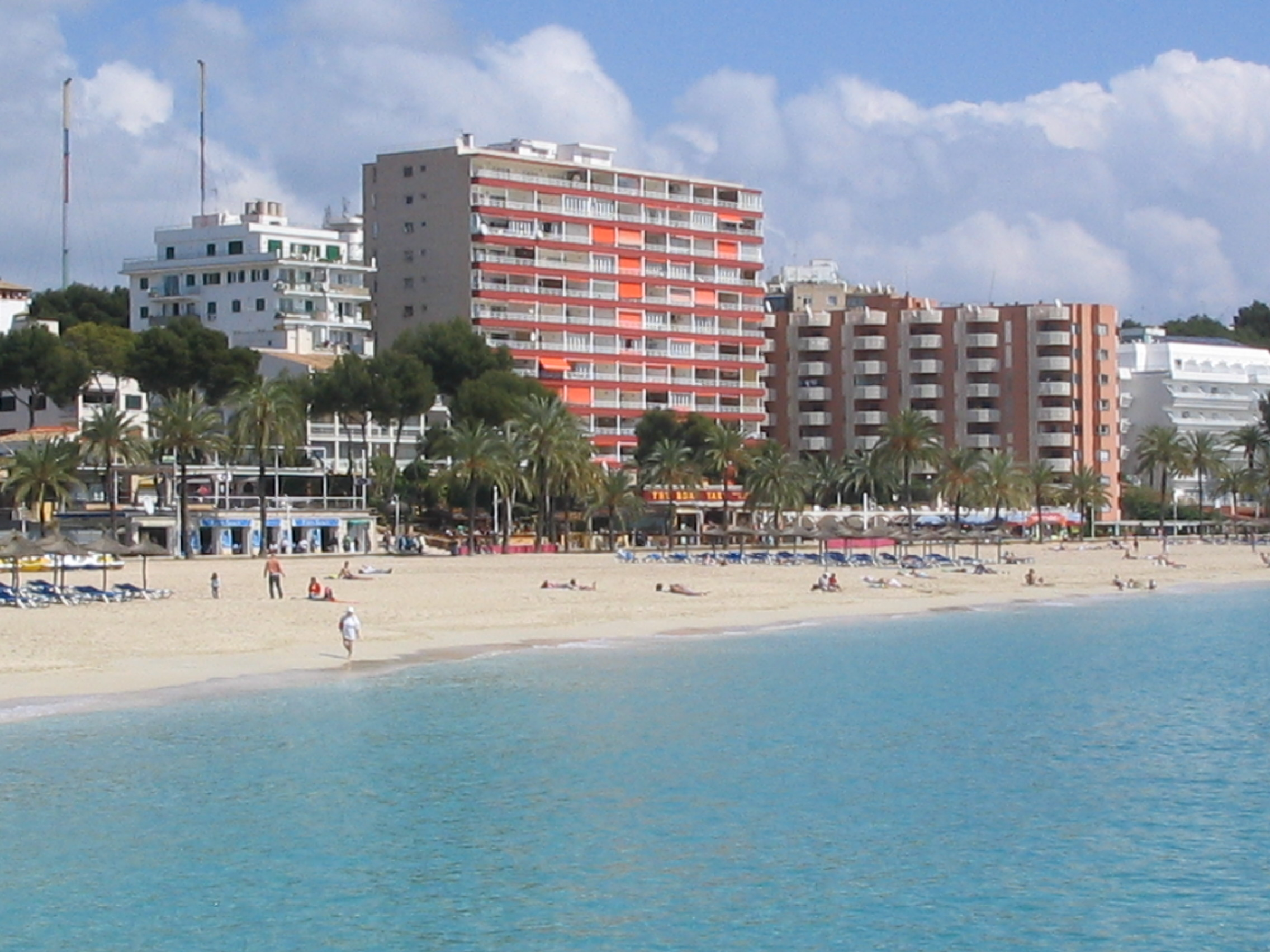
Magaluf

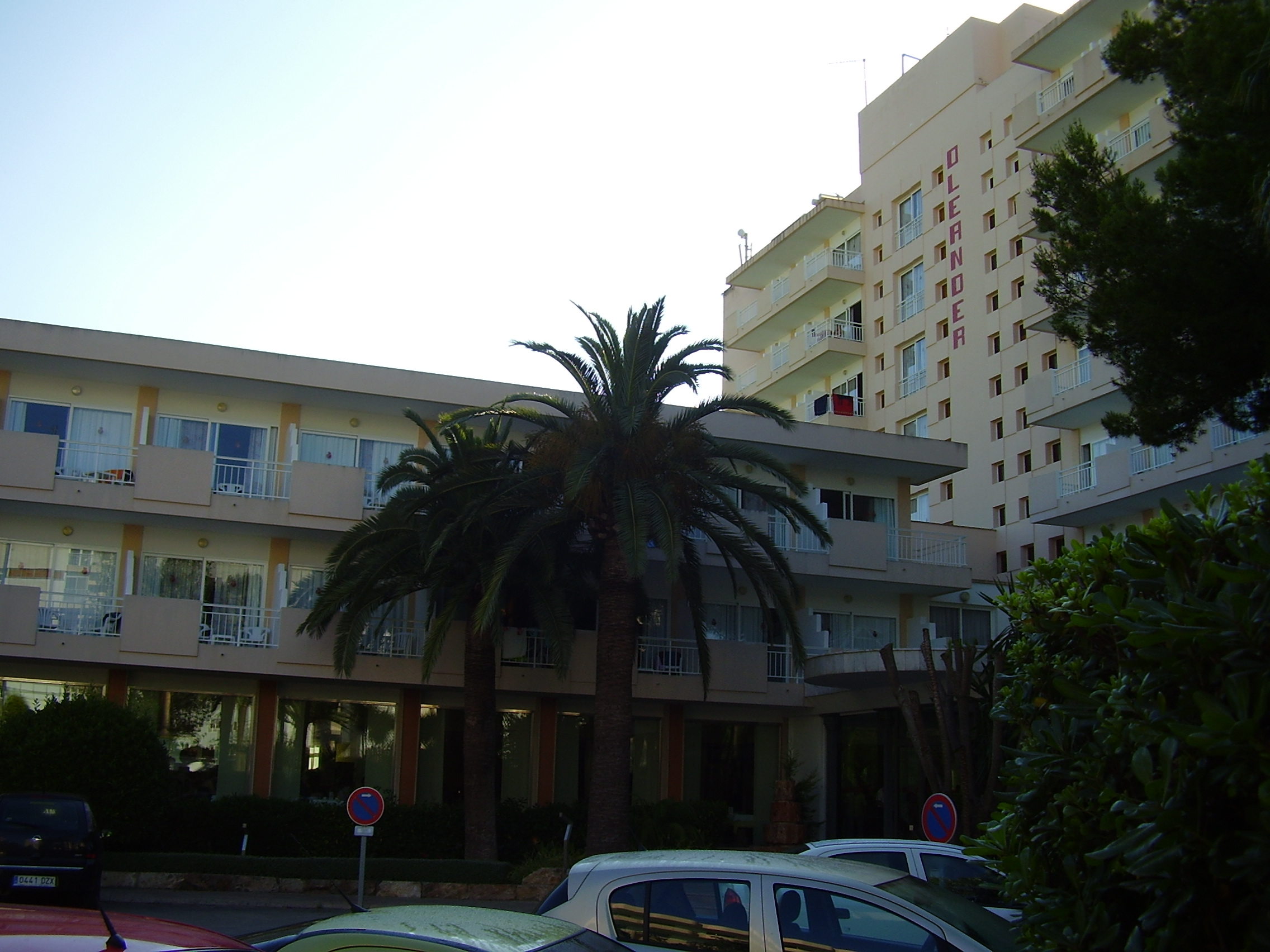
Hotel Oleander, a la Platja de Palma.

La Federació Empresarial Hotelera de Mallorca o Federació Hotelera de Mallorca és una organització creada el 1976 que aglutina 972 establiments d'allotjament turístic i 221.066 places hoteleres, i que ostenta la representació del 80% de les places hoteleres de Mallorca. Han estat presidents de l'entitat Miquel Codolà, Josep Forteza Rey, Ferran Porto, Pere Cañellas i Antoni Horrach. Actualment, i des del 2010 n'és la presidenta Marilén Pol.
Està formada per les associacions d'hotelers següents:
- Agrupació d'Alcúdia
- Agrupació de Cadenes Hoteleres
- Associació Cala Major
- Associació Cala Millor
- Associació Cala Morella
- Associació Cales de Mallorca
- Associació Camp de Mar
- Associació d'agroturisme
- Associació de Ca'n Picafort
- Associació de Cala d'Or
- Associació de Cala Figuera
- Associació de Capdepera
- Associació de Colònia de Sant Jordi
- Associació d'Illetes
- Associació de Palma
- Associació de Palmanova-Magaluf
- Associació de Peguera
- Associació de Platja de Palma
- Associació de Platges de Muro
- Associació de Pollença
- Associació de Portals Nous
- Associació de Porto Colom
- Associació de Porto Cristo
- Associació de Santa Ponça
- Associació de Sóller
- Associació Reis de Mallorca[5]